# Brzeg Dolny (stacja kolejowa)
Brzeg Dolny – stacja kolejowa w Brzegu Dolnym, w województwie dolnośląskim, w Polsce.

## Ruch pasażerski
| Rok  | Wymiana pasażerska na dobę |
| ---- | -------------------------- |
| 2017 | 1 300                      |
| 2022 | 2 000                      |

## Opis
Na terenie stacji znajdują się 2 perony z 3 krawędziami z czego wykorzystywany jest tylko peron nr 2 (na międzytorzu) gdyż przy jego krawędziach przebiegają tory główne zasadnicze. Peron 1 pozostaje peronem awaryjnym. Peron 2 łączy się z resztą miasta przejściem podziemnym do Starego miasta oraz przejściem nadziemnym (kładką) łączącym osiedla Warzyń i Fabryczne. Obecnie zamknięta kładka znajduje się nad bocznicą kolejową do zakładów chemicznych PCC Rokita (umożliwiała dotarcie do osiedla Fabryczne), które regularnie odprawiają pociągi towarowe oraz ulicą 1-go Maja (od strony osiedla Warzyń) umożliwiając bezpieczne pokonanie torów jak i ulicy.

## Historia
Stacja Brzeg Dolny (wtedy Dyhernfurth) rozpoczęła pracę wraz z uruchomieniem 1 sierpnia 1874 r. linii kolejowej Wrocław – Rudna. Stacja znajduje się 30,321 km od Dworca Wrocław Główny. Linia została wybudowana przez przedsiębiorstwo Kolej Wrocławsko-Świdnicko-Świebodzicka.
Po II wojnie światowej Armia Czerwona rozebrała zachodni tor poprzednio dwutorowej trasy kolejowej Wrocław – Głogów i wraz z mostami wywiozła do ZSRR. W rezultacie po odbudowie (1948)  (PKF 1948/11/17  Otwarcie mostu kolejowego na Odrze w Brzegu Dolnym) i reperacji toru wschodniego oraz odpowiadającym im mostom na rzece Odrze w Brzegu Dolnym i Ścinawie uruchomiono połączenie zwane "trasą szczecińską" lub "magistralą nadodrzańską" łączące Szczecin z Przemyślem poprzez Zieloną Górę, Wrocław, Katowice i Kraków. Była to ważna trasa pasażerska (najdłuższa w Polsce linia osobowa) oraz towarowa, szczególnie dla masowego transportu węgla kamiennego z Górnego Śląska do portów w Szczecinie i Świnoujściu. W latach 1960. odbudowano tor zachodni wraz z mostami na Odrze, a w latach 1970. trasę elektryfikowano. Większość ruchu pasażerskiego była obsługiwana przez wrocławski Dworzec Świebodzki, który zamknięto w 1992.

## Remont
Do 2013 roku budynek stacji był w złym stanie technicznym. W sierpniu tego roku Polskie Koleje Państwowe rozpisały i rozstrzygnęły przetarg na remont gmachu dworca. Prace obejmowały kompleksowe odnowienie wnętrz i elewacji z wszelkimi historycznymi detalami, wymianę dachu i usunięcie dwóch przybudówek zbudowanych w okresie powojennym.
11 września 2014 r. po 11-miesięcznym remoncie oficjalnie otwarto odnowiony budynek dworca. Koszt inwestycji wyniósł niespełna 3 mln zł i był sfinansowany ze środków własnych PKP oraz budżetowych. Równolegle wyremontowano także peron nr 2 wraz z wymianą całej nawierzchni, podniesieniem wysokości platformy oraz remontem wiaty peronowej. Prace nie obejmowały jedynie tunelu peronowego oraz peronu nr 1.